# Sierra del Lacandón
La sierra del Lacandón es una pequeña cordillera kárstica en Guatemala y México. Está situada en el noroeste del departamento de Petén y el sureste de Chiapas. Sus cumbres alcanzan 636 m s. n. m. y se ubican cerca de la frontera con México, en las coordenadas 17°14′39″N 91°12′08″O / 17.244195, -91.202145 y 17°11′42″N 91°05′10″O / 17.195087, -91.086102.
La sierra se conforma de crestas de piedra caliza plegada de orientación sureste a noroeste, y de colinas de dolomita elevándose por encima de la planicie de la cuenca del Petén.

## Parque nacional Sierra del Lacandón
El parque nacional Sierra del Lacandón fue creado en 1990. El parque nacional tiene una extensión de 2028,65 km² y forma parte de la Reserva de la biosfera maya.
La sierra del Lacandón es considerada único por su biodiversidad, y de gran importancia para el Corredor Biológico Mesoamericano, ya que conecta las áreas protegidas del norte de Guatemala con las del sur de México, como la Reserva de la biosfera Montes Azules en Chiapas y la reserva ecológica Cañón del Usumacinta en Tabasco. 
Varios yacimientos arqueológicos mayas se encuentran dentro de los límites del parque. Estos incluyen Piedras Negras, El Porvenir, Macabilero, La Pasadita, El Hormiguero, y El Ceibo.